# 신속도
특수상대성이론에서 신속도(迅速度, 영어: rapidity)는 물체의 빠르기를 나타내는 물리량이다. 속도와 비슷한 개념인데, 물체가 느릴 때는 속도와 신속도가 대략 비례하지만, 매우 빠를 때는 더 이상 비례하지 않는다. 입자의 최대 속력은 빛의 속력으로 유한하지만, 신속도는 상한선이 없다. 또한, 속도와는 달리, 두 신속도의 합성은 단순히 그 합이다.

## 정의
신속도 {\displaystyle \phi }는 다음과 같이 속력 {\displaystyle v}의 쌍곡각이다.
{\displaystyle \phi =\operatorname {arctanh} (v/c)}.
여기서, c는 빛의 속력이다. {\displaystyle v}가 빛의 속력에 비하여 매우 작으면
{\displaystyle \phi \gtrsim v/c}
이어, 둘이 대략 비례하게 된다. 하지만 {\displaystyle v}가 빛의 속력에 가까우면
{\displaystyle \phi \lesssim {\frac {1}{2}}\log {\frac {2c}{c-v}}}
가 되어, 더 이상 비례하지 않는다. {\displaystyle v\to c}인 극한에는 {\displaystyle \phi \to \infty }인 것을 알 수 있다.

## 로런츠 변환의 기하학적 의미

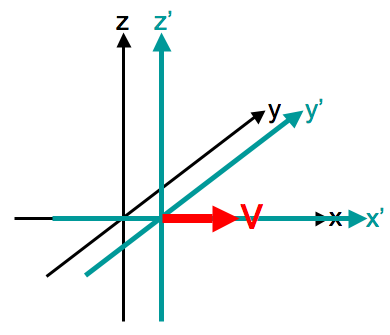
상대속도 v로 움직이는 두 좌표계

로런츠 변환은 신속도를 사용하면 그 의미가 더 명확해진다. 상대속도 v 로 움직이는 두 관측자 O(t, x, y, z) 와 O'(t', x', y', z') 에 대한 로런츠 변환은 다음과 같다.
{\displaystyle {\begin{bmatrix}ct'\\x'\\y'\\z'\end{bmatrix}}={\begin{bmatrix}\gamma &-\beta \gamma &0&0\\-\beta \gamma &\gamma &0&0\\0&0&1&0\\0&0&0&1\\\end{bmatrix}}{\begin{bmatrix}c\,t\\x\\y\\z\end{bmatrix}}}
여기서, β = {\displaystyle \scriptstyle {\frac {v}{c}}} , γ = {\displaystyle \scriptstyle {\frac {1}{\sqrt {1-\beta ^{2}}}}}이다. 이 변수들을 신속도를 사용해 쓰면 β = tanh φ , γ = cosh φ 가 된다. 이를 로런츠 변환식에 대입하자.
{\displaystyle {\begin{bmatrix}ct'\\x'\\y'\\z'\end{bmatrix}}={\begin{bmatrix}\cosh \phi &-\sinh \phi &0&0\\-\sinh \phi &\cosh \phi &0&0\\0&0&1&0\\0&0&0&1\\\end{bmatrix}}{\begin{bmatrix}c\,t\\x\\y\\z\end{bmatrix}}={\Lambda ^{\mu }}_{\nu }(\phi )\;x^{\nu }}
위 결과로부터 위 변환은 c2t2 - x2 가 변하지 않는 변환임을 알 수 있다. 즉, 로런츠 변환은 ct-x 평면상의 일종의 쌍곡회전변환이고, 그 매개변수인 쌍곡각이 신속도이다.

## 속도 더하기

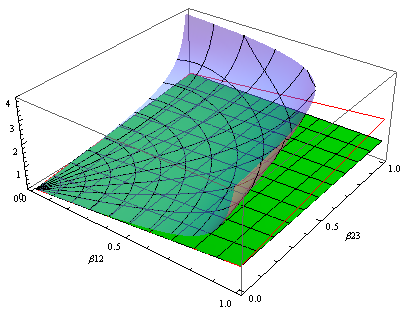
두 속도를 더했을 때 나오는 속도, 간단히 덧셈으로 더한 만큼 (빨간 선) 보다 더 빠른 속도가 나온다.

특수상대성이론에서는, 같은 방향의 두 속도 u, v를 더하면 u + v처럼 간단하게 나오지 않는다. 더해진 속도 w는 다음과 같다.
{\displaystyle w={\frac {u+v}{1+{\frac {uv}{c^{2}}}}}}
위 식을 각 속도의 신속도 φu , φv , φw 로 써보자.
{\displaystyle \tanh \phi _{w}={\frac {\tanh \phi _{u}+\tanh \phi _{v}}{1+\tanh \phi _{u}\tanh \phi _{v}}}}
오른쪽의 식은 쌍곡탄젠트함수의 합 공식을 활용하면 tanh (φu + φv) 가 되고, 즉
{\displaystyle \phi _{w}=\phi _{u}+\phi _{v}\;}
가 된다. 즉, 특수상대성이론에서는 속도가 아니라 신속도가 우리의 직관과 같은 간단한 합 공식을 가짐을 알 수 있다.

## 로런츠 군
로런츠 변환들은 군을 이룬다. 먼저, 신속도가 0인 로런츠 변환은 항등원이 된다.
{\displaystyle {\Lambda ^{\mu }}_{\nu }(0)={\delta ^{\mu }}_{\nu }}
회전변환과 마찬가지로, 로런츠 변환을 두 번 하면, 두 각의 크기를 합친 만큼 로런츠 변환을 한 것과 같은 결과가 나온다.
{\displaystyle {\Lambda ^{\mu }}_{\rho }(\phi _{1}){\Lambda ^{\rho }}_{\nu }(\phi _{2})={\Lambda ^{\mu }}_{\nu }(\phi _{1}+\phi _{2})}
로런츠 변환의 역변환도 로런츠 변환이다.
{\displaystyle {{\Lambda ^{-1}}^{\mu }}_{\nu }(\phi )={\Lambda ^{\mu }}_{\nu }(-\phi )}
결합법칙 또한 두 번째 식으로부터 쉽게 유도할 수 있다. 그러므로, 로런츠 변환을 모아놓은 집합은 군이 된다. 로런츠 변환을 신속도로 대응시키는 사상이 이 군과 실수의 덧셈군 (R, +) 이 동형사상이 되고, 이 때문에 로런츠 변환을 모아놓은 군은 로런츠 군이라는 리 군이 된다.
각 방향의 로런츠 변환들과 회전변환, 경우에 따라선 반사와 시간역전을 모두 모아놓으면 - c2t2 + x2 + y2 + z2를 일정하게 해주는 변환들의 집합이 되는데 이 또한 군을 이루게 되고 이 군을 로런츠 군이라 한다.

## 같이 보기
- 로런츠 변환
- 상대성이론

## 참고 문헌
- Nicholas M.J. Woodhouse (2003). 《Special Relativity》. Springer.